# Dmitri Iwanowitsch Blochinzew
Dmitri Iwanowitsch Blochinzew (russisch Дмитрий Иванович Блохинцев, englische Transliteration Dmitrii Ivanovich Blokhintsev; * 29. Dezember 1907jul. / 11. Januar 1908greg. in Moskau; † 27. Januar 1979) war ein sowjetischer Physiker.

## Leben und Werk
Blochinzew besuchte das Technikum für Industrieökonomie und studierte 1926 bis 1930 Physik an der Lomonossow-Universität in Moskau. Unter anderem studierte er bei Leonid Mandelstam, Sergei Iwanowitsch Wawilow, Nikolai Lusin, Dmitri Fjodorowitsch Jegorow und Igor Tamm. Er war danach am Forschungsinstitut für angewandte Chemie (NIIPh), wo er sich 1934 bei Tamm habilitierte (russischer Doktortitel). 1935 wechselte er zum Lebedew-Institut (FIAN). Gleichzeitig wurde er Professor für theoretische Physik an der Lomonossow-Universität. Als Tamm dort 1937 vorübergehend abgesetzt war, leitete er kommissarisch die Theorie-Abteilung im FIAN. Ab 1951 war er Leiter des Kernforschungszentrums beim Kernkraftwerk Obninsk, wo unter seiner Leitung 1954 ein erstes sowjetisches Prototyp-Kernkraftwerk von 5 MW elektrischer Leistung in Betrieb ging. Blochinzew erhielt dafür 1957 den Leninpreis. 1956 bis 1965 war er der erste Direktor des Kernforschungsinstituts in Dubna und danach ab 1965 Leiter des Labors für theoretische Physik in Dubna. In Dubna wurde auch 1960 ein von Blochinzew Mitte der 1950er Jahre konzipierter gepulster Reaktor in Betrieb genommen (IBR), gefolgt 1984 vom IBR-2, als Neutronenquelle zum Beispiel für die Festkörperforschung.
Bekannt ist Blochinzew auch als Verfasser eines Quantenmechanik-Lehrbuchs und er schrieb auch ein Buch zur Philosophie der Quantenmechanik, wobei er eine Interpretation im Sinn des marxistisch-leninistischen Materialismus vertrat. Sein Quantenmechanik Lehrbuch, zuerst 1944 erschienen, wurde in viele Sprachen übersetzt und er erhielt dafür den sowjetischen Staatspreis. Neben Reaktorphysik und Quantenmechanik befasste er sich mit vielen anderen Gebieten der Physik wie Festkörperphysik, Kernphysik, Quantenfeldtheorie, nichtlinearer Optik und Akustik. 1938 trug er in einem Seminar die Ableitung der Lamb-Verschiebung vor, wobei er ähnlich vorging wie später Hans Bethe in seiner bekannten Arbeit. Da das Journal für experimentelle und theoretische Physik die Veröffentlichung ablehnte, erschien sein Beitrag aber erst 1958 in einer Sammlung seiner Arbeiten. Während des Zweiten Weltkriegs wurde er zu einem führenden Akustikexperten, unter anderem auch für die Lokalisation von U-Booten und Flugzeugen mit akustischen Mitteln. Er erhielt für diese Arbeiten den Leninorden (1946).
Blochinzew war seit 1958 korrespondierendes Mitglied der Akademie der Wissenschaften der UdSSR. Er war wissenschaftlicher Berater des UN-Generalsekretärs und ab 1963 Vizepräsident und 1966 bis 1969 Präsident der Union of Pure and Applied Physics (IUPAP). Im Jahr 1964 wurde er zum Mitglied der Leopoldina gewählt. Er war korrespondierendes Mitglied der Ukrainischen Akademie der Wissenschaften.

## Schriften
- Die Grundlagen der Quantenmechanik. Harri Deutsch, 7. Auflage 1977 (zuerst als deutsche Übersetzung im Deutschen Verlag der Wissenschaften, Berlin 1953, englische Übersetzung Principles of Quantum Mechanics, Boston 1964)
- Die Geburt des friedlichen Atoms. Deutscher Verlag für Grundstoffindustrie, Leipzig 1985
- The philosophy of quantum mechanics. Reidel, Dordrecht 1968 (russisch 1966)
- Acoustics of a nonhomogeneous moving media. National Advisory Committee for Aeronautics (NACA), Washington D.C. 1956 (russisch 1946)

## Verweise
1. ↑  Ein früher Einfluss war auch der russische Raketenpionier Konstantin Eduardowitsch Ziolkowski, mit dem er korrespondierte
2. ↑  Peter Költzsch: Blochincev, Gutin, Rimskij-Korsakov die russische Aeroakustik in der Mitte des 20. Jahrhunderts. DEGA Publikationen, Nürnberg 2015
3. ↑  Mitgliederverzeichnis Leopoldina, Dmitrij I. Blochincev (mit Bild)
4. ↑  Mitglieder: Dmitri I. Blochinzew. Nationale Akademie der Wissenschaften der Ukraine, abgerufen am 16. April 2021 (englisch).

| Personendaten    | Personendaten                                                          |
| ---------------- | ---------------------------------------------------------------------- |
| NAME             | Blochinzew, Dmitri Iwanowitsch                                         |
| ALTERNATIVNAMEN  | Блохинцев, Дмитрий Иванович (russisch); Blokhintsev, Dmitrii Ivanovich |
| KURZBESCHREIBUNG | sowjetischer Physiker                                                  |
| GEBURTSDATUM     | 11. Januar 1908                                                        |
| GEBURTSORT       | Moskau                                                                 |
| STERBEDATUM      | 27. Januar 1979                                                        |